# Desastre de Port Chicago

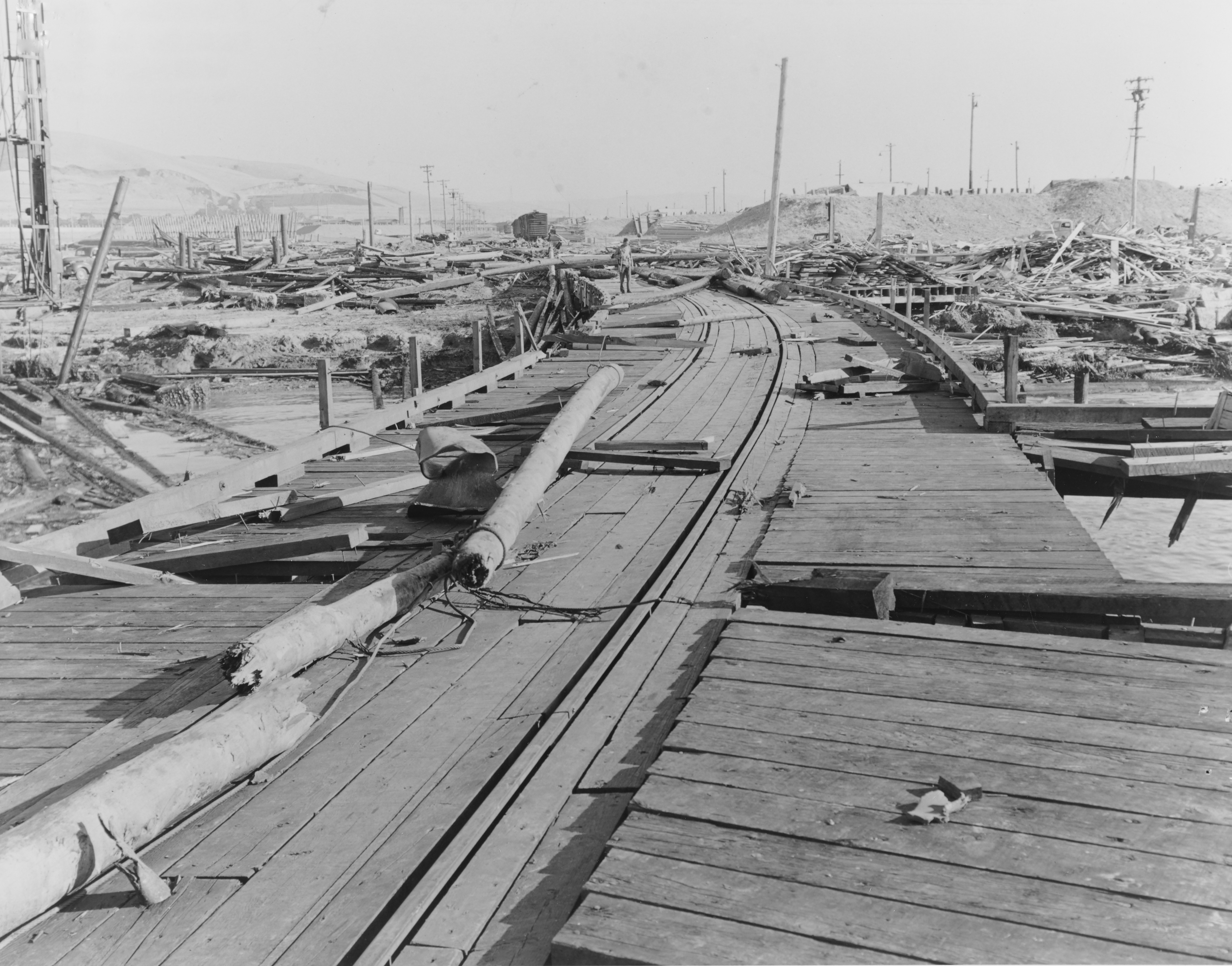
Revista Naval, Port Chicago, California, daños resultantes del desastre de la explosión de municiones en Port Chicago el 17 de julio de 1944. De la fuente: "Esta vista mira hacia el sur desde el muelle de barcos y muestra los restos del edificio A-7 (Taller de carpintería) en "La derecha. Hay una pieza de chapa de acero retorcida justo a la izquierda del poste largo en el centro izquierdo".

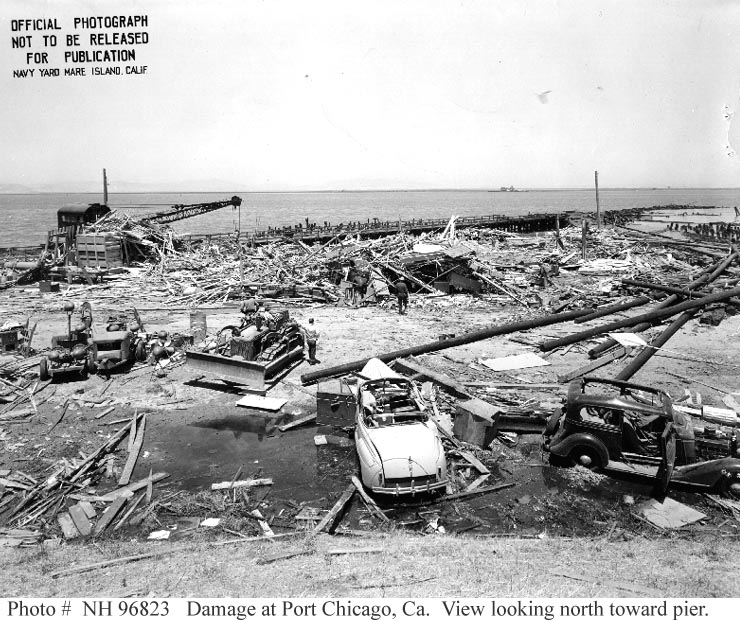
Daño en el muelle de Port Chicago después de la explosión el 17 de julio de 1944.

El Desastre de Port Chicago fue una explosión mortal que tuvo lugar el 17 de julio de 1944 en el Arsenal naval de Port Chicago, California, en los Estados Unidos. El incidente ocurrió debido a que las municiones que eran subidas a bordo de un carguero con destino al teatro de operaciones del Pacífico detonaron, matando a 320 marineros y civiles y lesionando a otros 390. La mayoría de los marineros muertos y heridos eran afroamericanos.
Un mes después, continuaban las condiciones inseguras de trabajo, lo que llevó a cientos a negarse a cargar municiones en un acto conocido como el Motín de Port Chicago. Cincuenta hombres, llamados los 50 de Port Chicago, fueron condenados por amotinamiento y sentenciados a ir a prisión. Cuarenta y siete de los cincuenta fueron liberados en enero de 1946, mientras que los otros tres cumplieron meses adicionales en prisión.
Durante y después del proceso, se levantaron dudas acerca de la justicia y legalidad con la que la corte marcial procedió. Debido a la presión pública, la armada estadounidense convocó a una segunda corte marcial en 1945 que reafirmó la culpabilidad de los convictos. La publicidad difundida alrededor del caso lo convirtió en una causa célebre tanto entre personas de raza negra como entre trabajadores y militares blancos; esta y otras protestas raciales en la Marina durante 1945-1946 llevaron a la Armada a ser una de las primeras instituciones en cambiar las prácticas de segregación en febrero de 1946. En 1994, el Memorial Nacional de la Revista Naval de Port Chicago fue dedicado a las vidas perdidas en el desastre.

## Trasfondo

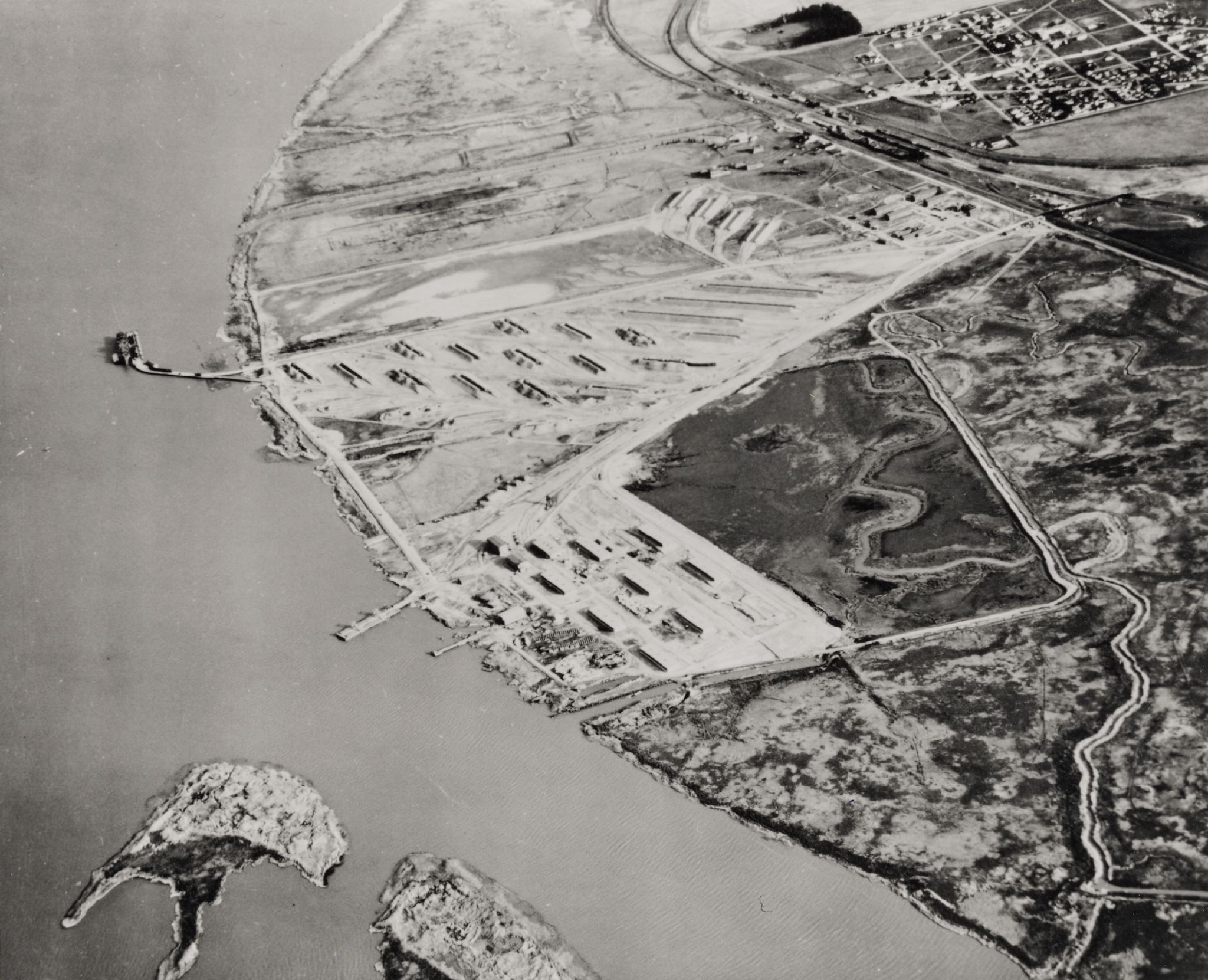
Fotografía aérea de Port Chicago en 1944. El pueblo se ubica arriba a la derecha, mientras que e muelle está en el extremo inferior izquierdo.

El pueblo de Port Chicago está localizado en Suisun Bay en el estuario de los ríos Sacramento y San Joaquin. Suisun Bay está conectada al Océano Pacífico por la bahía de San Francisco. En 1944, el pueblo estaba a poco menos de una milla de un depósito de municiones de la armada, el Port Chicago Naval Magazine, que más tarde fue expandido y renombrado como Concord Naval Weapons Station. La revista original fue planeada en 1941, y la construcción empezó poco después del ataque a Pearl Harbor. El primer barco en atracar en Port Chicago fue cargado en diciembre de 1942.
Las municiones transportadas aal arsenal incluían bombas, proyectiles, minas, torpedos y municiones para fusiles y armas cortas. las municiones, destinadas al teatro de operaciones del Pacífico, eran transportadas a Port Chicago por tren y luego subidas individualmente por mano de obra, grúa y montacargas a los cargueros que las llevaban a las zonas de guerra. Desde el principio, todos los hombres empleados para cargar eran afroamericanos, mientras que los oficiales eran hombres blancos. Cada uno de los hombres ocupados se había alistado y entrenado para un rango en la Estación Naval de los Grandes Lagos pero luego eran puestos a trabajar como estibadores inexpertos. Ninguno de los nuevos reclutas era instruido en el cargamento de municiones.